# 鋼鐵人2 (遊戲)
《鋼鐵人2》是一款动作冒险電子遊戲，改編自漫威影業的2010年同名電影，2010年4月30日在歐洲發售，5月4日在北美發售；適用於Xbox 360、Nintendo DS、Wii、PlayStation 3和PlayStation Portable。該遊戲由世嘉發行，舊金山世嘉工作室為PlayStation 3和Xbox 360開發，Griptonite Games為Nintendo DS開發，High Voltage Software則負責Wii和PlayStation Portable版本。之後還讓Gameloft推出了iOS版（5月3日推出）和BlackBerry PlayBook（8月25日推出）。該遊戲曾計劃推出Microsoft Windows版本，但最後宣告取消。
《鋼鐵人2》的原創故事由《無敵鋼鐵人》編劇馬特·弗里奇曼撰寫。故事接續電影劇情之後，但iOS和BlackBerry PlayBook版本大致遵循電影劇情。電影演員唐·奇鐸和山繆·傑克森回歸為各自飾演的角色配音。

## 外部連結
- 互联网电影数据库（IMDb）上《鋼鐵人2》的资料（英文）